# 2-辛醇
2-辛醇，分子式C8H18O。

## 性质
无色、有芳香气味的油状液体。易燃。低毒，稍有杀菌性。微溶于水，与乙醇、乙醚和氯仿等溶剂混溶。

## 制备
蓖麻油水解得混合脂肪酸和甘油。将蓖麻醇酸制成相应钠盐，然后将钠盐与强碱在高温下进行反应，使其裂解为2-辛醇和癸二酸二钠。分出2-辛醇水溶液，经蒸发得2-辛醇。
{\displaystyle \ CH_{3}(CH_{2})_{5}CH(OH)CH_{2}CH\!=\!CH(CH_{2})_{7}COONa}{\displaystyle \ {\xrightarrow[{250^{o}C}]{NaOH,\ H_{2}O}}\ CH_{3}(CH_{2})_{5}CH(OH)CH_{3}+}{\displaystyle \ NaOOC(CH_{2})_{8}COONa+H_{2}\uparrow }

## 用途
用于制取增塑剂邻苯二甲酸二仲辛酯、消泡剂、纤维油剂、煤矿浮选剂、表面活性剂和农药乳化剂。也用作蜡和油脂的溶剂。